# No. 32 Squadron RAF
Die No. 32 (The Royal) Squadron ist eine Fliegende Staffel der der Royal Air Force (RAF), die auf dem Flughafen RAF Northolt nordwestlich von London stationiert ist. Ihr Auftrag ist der Transport der britischen Königsfamilie sowie von Regierungsmitgliedern; ihr Auftrag ist mit dem der Flugbereitschaft des Bundesministeriums der Verteidigung in Deutschland vergleichbar. Am Ersten und Zweiten Weltkrieg nahm sie mit Kampfflugzeugen teil.

## Geschichte
Die No. 32 Squadron wurde am 12. Januar 1916, während des Ersten Weltkrieges, in Netheravon, Wiltshire, als Teil des Royal Flying Corps (RFC) aufgestellt und bis zum Kriegsende in Frankreich eingesetzt. Am 29. Dezember 1919 wurde sie aufgelöst, bereits im April 1923 allerdings wieder aufgestellt.
Im Zweiten Weltkrieg war die Staffel während der Luftschlacht um England, ausgerüstet seit 1938 mit der Hawker Hurricane, mit 102 Abschüssen eine der erfolgreichsten Einheiten und vor allem von RAF Biggin Hill aus im Brennpunkt der Kämpfe eingesetzt. Im April oder Juli 1943 erfolgte die Umrüstung auf die Supermarine Spitfire. Ab Dezember 1942 kämpfte die Staffel in Nordafrika gegen das Afrikakorps der Wehrmacht. Ab September 1944 wurde die Einheit dann in Griechenland eingesetzt.
Nach dem Ende des Zweiten Weltkrieges wurden die Spitfire durch de Havilland Vampire und de Havilland Venom ersetzt, Einsatzorte waren bis 1957 unter anderem Palästina, Britisch-Zypern, das Königreich Ägypten, der Persische Golf, Malta und Jordanien. Danach erfolgte die Ausrüstung mit der English Electric Canberra, bevor die Staffel als Kampfeinheit am 3. Februar 1969 das zweite Mal aufgelöst wurde. Im gleichen Atemzug wurde an diesem Tag die am 8. April 1944 mit dem Auftrag des VIP-Transports aufgestellte Metropolitan Communications Squadron in No. 32 Squadron umbenannt.
Ab 1971 folgte für diesen Auftrag die Auslieferung der ersten Hawker Siddeley HS.125 CC.1. 1983 kamen zwei zunächst geleaste BAe 146 dazu, 1990 eine dritte. 1995 wurde die bis dahin selbstständige Queen’s Flight mit der No. 32 Squadron zusammengeführt, da sie teilweise die gleichen Muster betrieb und nunmehr die Flugzeuge flexibler für den Transport von Politikern und der königlichen Familie eingesetzt werden konnten.
Mitte der 2000er Jahre bestand die Flotte aus fünf HS.125 CC.1 sowie vier BAe 146-100 CC2. Ab 2011 wurde die Bemalung der Maschinen umgestellt, die bis dahin an ihren roten Seitenleitwerk und einem blauen Streifen entlang des Rumpfes erkennbar waren, aufgrund von Sicherheitserwägungen. Später wurde der Umfang der VIP-Flotte stark verkleinert und es liefen zwei 2 BAe 146–200 C3 für den Truppentransport zu. Sie bestand 2019 noch aus vier BAe 146 (2 BAe 146-100 CC2, 2 BAe 146–200 C3) und einem Leonardo AW109SP-Hubschrauber.
Im Oktober 2019 wurden Überlegungen der Royal Air Force bekannt, aus Budgetgründen die vier BAe 146 zu verkaufen. Weder ein Zeitplan noch ein etwaiges Nachfolgemuster wurden seinerzeit benannt. Die letzten BAe 146 wurden letztendlich im Frühjahr 2022 außer Dienst gestellt und durch Dassault Falcon 900LX, die die RAF als „Envoy 4“ bezeichnet, ersetzt.